# NGC 5936
NGC 5936 (другие обозначения — UGC 9867, MCG 2-39-30, ZWG 78.1, ZWG 77.137, IRAS15276+1309, PGC 55255) — спиральная галактика с перемычкой (SBb) в созвездии Змея.
Этот объект входит в число перечисленных в оригинальной редакции «Нового общего каталога».
В галактике вспыхнула сверхновая SN 2013dh типа Ia, её пиковая видимая звездная величина составила 18,0.